# Joanna Korner

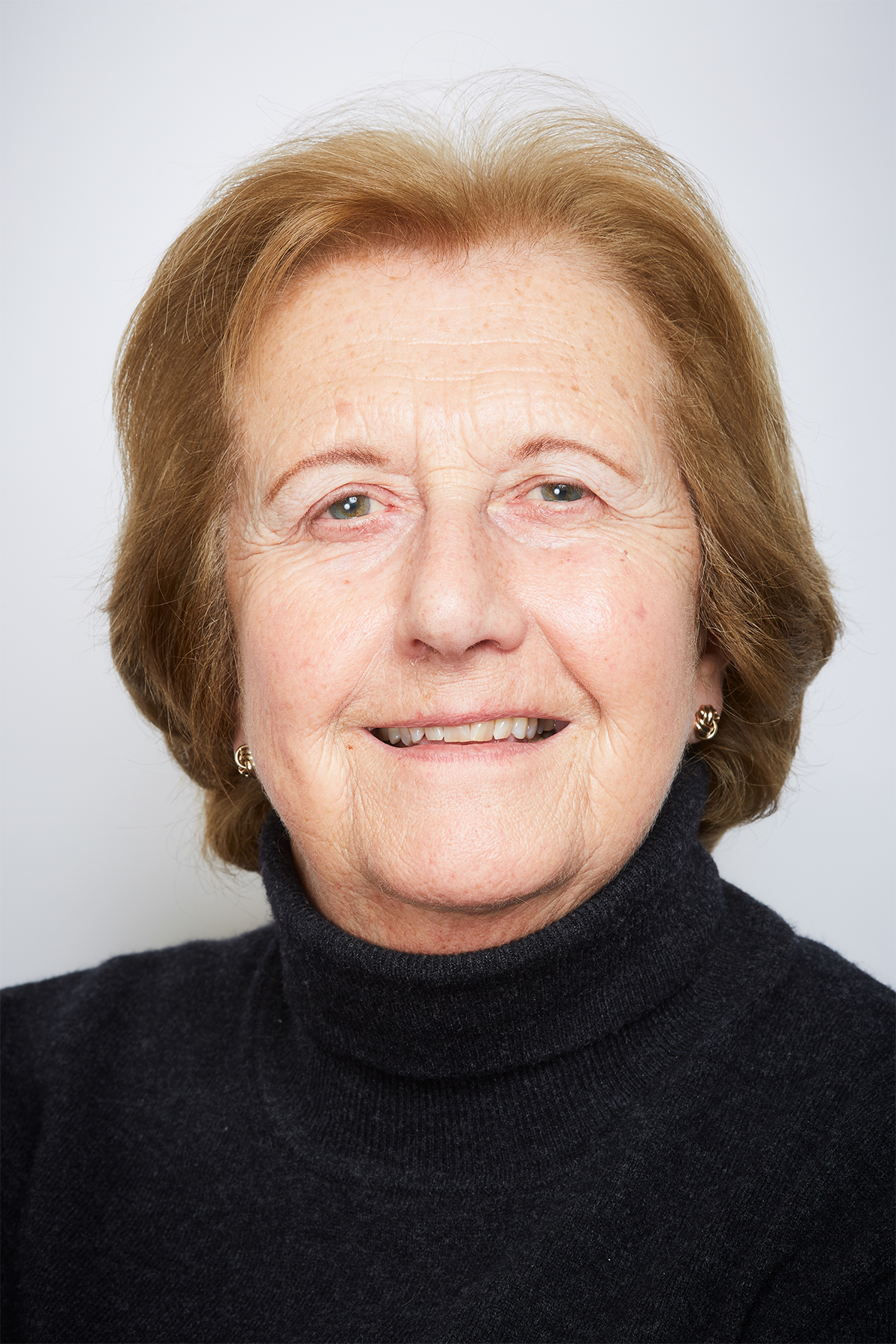
Joanna Korner, 2019

Joanna Korner (* 1. Juli 1951) ist eine britische Juristin. Sie ist seit dem 11. März 2021 Richterin am Internationalen Strafgerichtshof. Zuvor war sie Richterin am Crown Court of England and Wales und leitende Anklägerin am Internationalen Strafgerichtshof für das ehemalige Jugoslawien (ICTY).

## Ausbildung und Karrierestart
Joanna Korner vollendete ihr Studium an der Inns of Court School of Law (heute The City Law School) der City-Universität London und wurde 1974 in die Anwaltskammer Inner Temple berufen. Bei der Strafrechts-Sozietät in 6 King's Bench Walk in London vertrat sie Strafsachen sowohl auf der Anklageseite als auch als Verteidigerin. 1993 wurde sie zur Kronanwältin (Queen’s Counsel) ernannt und wurde 1994 Recorder beim Crown Court of England and Wales mit Zuständigkeit in Fällen schwerer Verbrechen, von Betrug über Sexualverbrechen bis zum Mord.

## Anklägerin am Ad-hoc-Gerichtshof ICTY
Von 1999 bis 2004 und von 2009 bis 2012 war sie als Senior Prosecuting Trial Attorney (deutsch etwa Leitende Oberstaatsanwältin) in der Anklagebehörde des Internationalen Strafgerichtshofs für das ehemalige Jugoslawien tätig. Sie vertrat die Anklagen gegen die hochrangigen politischen und militärischen Anführer Radoslav Brđanin, Momir Talić, Milomir Stakić, Mićo Stanišić und Stojan Župljanin.

## Bosnien und Herzegowina
2004 bis 2005 beriet Korner die Generalstaatsanwaltschaft von Bosnien und Herzegowina beim Aufbau der Abteilung gegen Kriegsverbrechen. 2006 vertrat sie vor dem Internationalen Gerichtshof die Klage Bosnien und Herzegowinas gegen Serbien und Montenegro. Mit Förderung durch die Organisation für Sicherheit und Zusammenarbeit in Europa schrieb sie zahlreiche Berichte über den Fortschritt der Kriegsverbrecherprozesse in Bosnien und Herzegowina.

## Weitere Stationen
2012 wurde sie Richterin am Crown Court of England and Wales.
Vom Jahr 2014 bis zum Amtsantritt am IStGH war sie Vorsitzende Richterin an einem auf schwersten Betrug und ähnliche Fälle spezialisierten Gericht, das Strafprozesse von hohem öffentlichen Interesse führt, unter anderem wegen Computerbetrug, Insiderhandel, anderen Fällen von Multi-Millionen-Betrug und den größten Einbruchsdiebstählen.
2019 wurde Korner als Kandidatin des Vereinigten Königreichs für die Richterwahl 2020 zum Internationalen Strafgerichtshof benannt.
Sie wurde am 17. Dezember 2020 im ersten Wahlgang gewählt, die Amtszeit begann am 11. März 2021.

## Ehrungen
Im Jahr 2004 wurde Joanna Korner für ihre Tätigkeiten im Dienste des internationalen Rechts zur Companion des Order of St Michael and St George ernannt.